# Coccyzus
Coccyzus là một chi chim trong họ Cuculidae.

## Các loài
- Cu cu mỏ sẫm, Coccyzus melacoryphus
- Cu cu mỏ vàng, Coccyzus americanus
- Cu cu ngực trân châu, Coccyzus euleri
- Cu cu rừng đước, Coccyzus minor
- Cu cu Cocos, Coccyzus ferrugineus
- Cu cu mỏ đen, Coccyzus erythropthalmus
- Cu cu mào xám, Coccyzus lansbergi
- Cu cu bụng nâu dẻ, Coccyzus pluvialis
- Cu cu ngực hồng quế, Coccyzus rufigularis
- Cu cu Jamaica, Coccyzus vetula
- Cu cu Puerto Rico, Coccyzus vieilloti
- Cu cu Cuba, Coccyzus merlini
- Cu cu Hispaniola, Coccyzus longirostris

## Hình ảnh

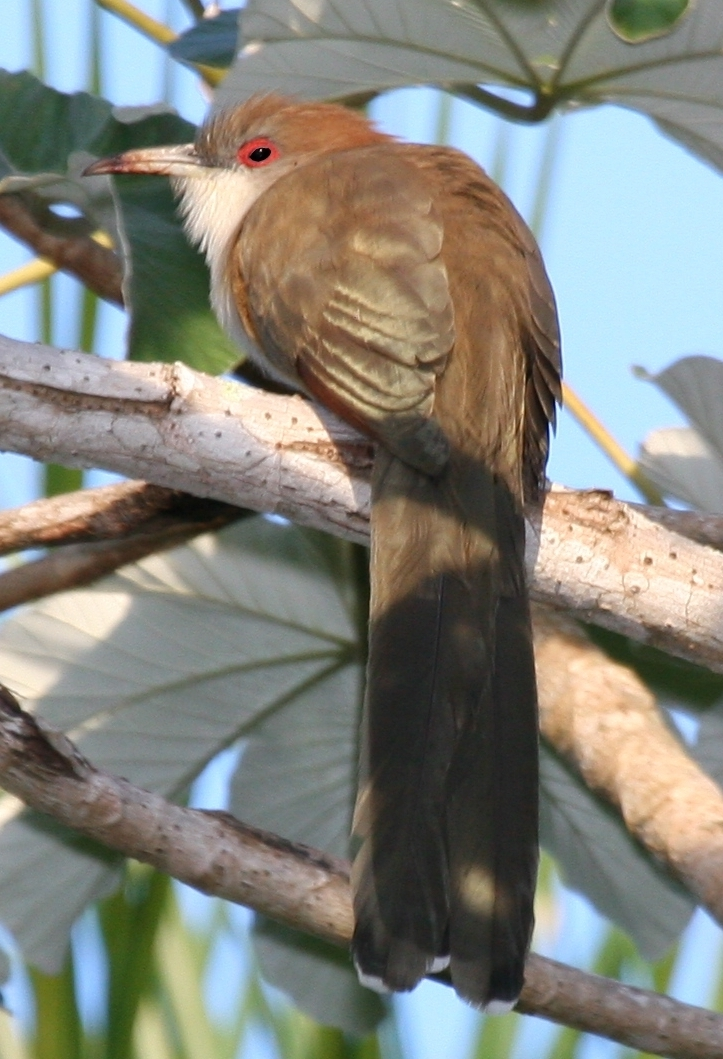
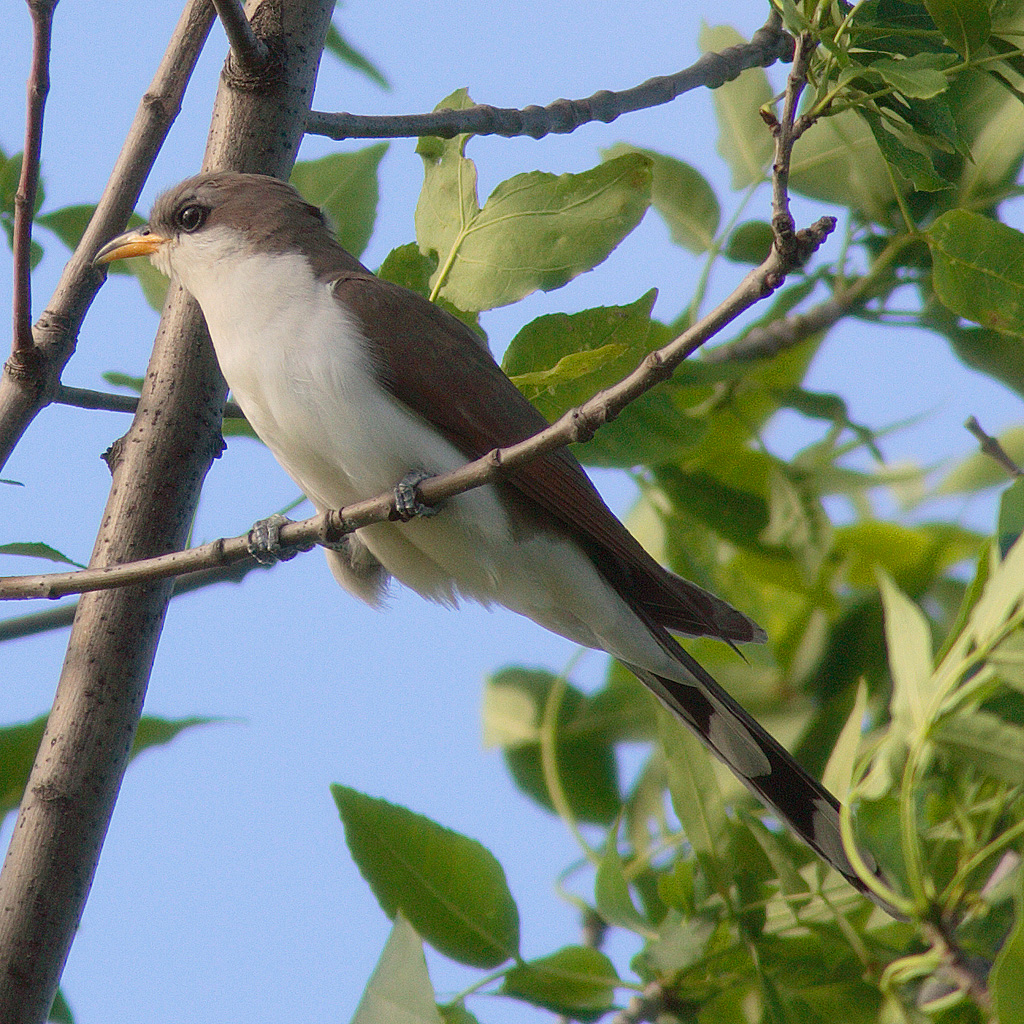
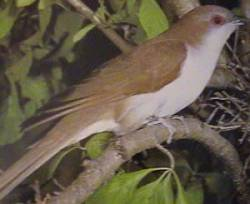
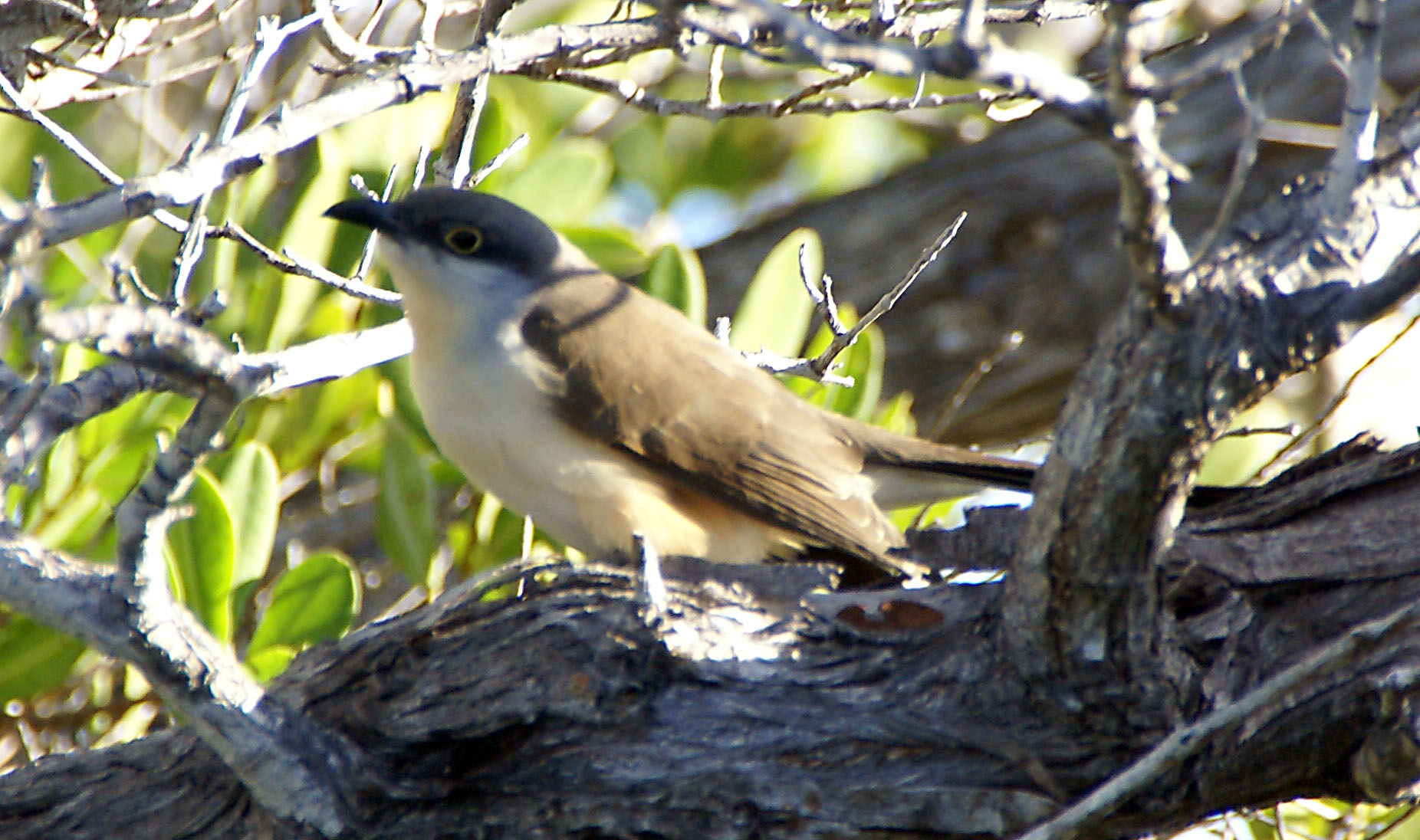
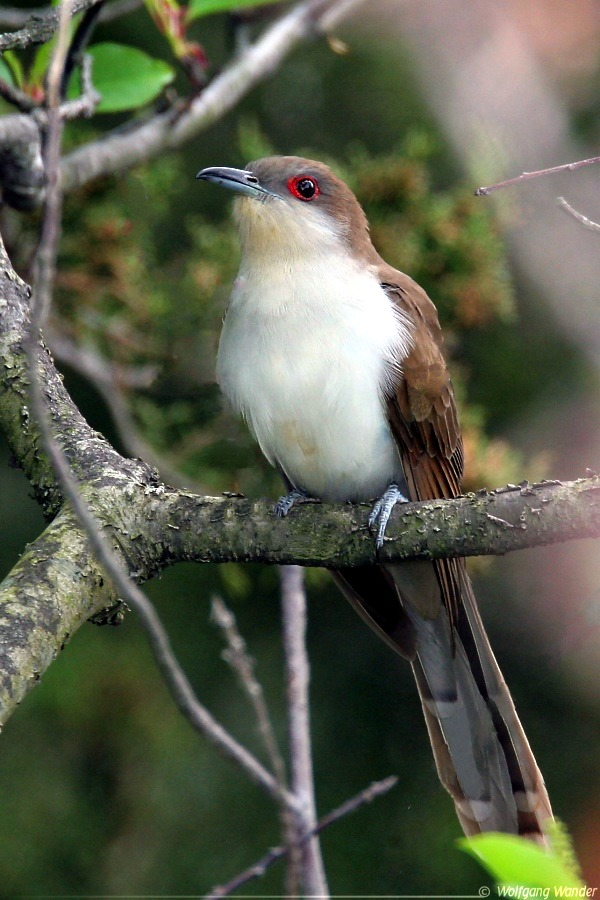